# Saropogon monachus
Saropogon monachus là một loài ruồi trong họ Asilidae. Saropogon monachus được Janssens miêu tả năm 1960. Loài này phân bố ở vùng Cổ Bắc giới.